# Jacek Fabiszak
Jacek Fabiszak – polski literaturoznawca, dr hab. nauk humanistycznych, profesor uczelni i kierownik Zakładu Badań nad Tekstami Kultury Wydziału Anglistyki Uniwersytetu im. Adama Mickiewicza w Poznaniu.

## Życiorys
W 1991 ukończył studia filologiczne na Uniwersytecie im. Adama Mickiewicza, 24 kwietnia 1997 obronił pracę doktorską Masters and Masters: a Role-Play Grouping of Characters in Shakespeare's Last Plays. A Study in Dramatic Style, 15 grudnia 2005 habilitował się na podstawie pracy zatytułowanej Shakespeare w Polskiej Telewizji. Studium przedstawień szekspirowskich w formacie Teatru Telewizji. Został zatrudniony na stanowisku profesora nadzwyczajnego w Wyższej Szkole Biznesu w Pile, w Instytucie Neofilologii i Komunikacji Społecznej Politechnice Koszalińskiej, w Katedrze Filologii Angielskiej na Wydziale Filologicznym Uniwersytetu Mikołaja Kopernika w Toruniu, oraz w Instytucie Filologii Angielskiej na Wydziale Neofilologii Uniwersytetu im. Adama Mickiewicza.
Awansował na stanowisko profesora uczelni i kierownika w Zakładzie Badań nad Tekstami Kultury na Wydziale Anglistyki Uniwersytetu im. Adama Mickiewicza w Poznaniu.
Jest prodziekanem Wydziału Anglistyki Uniwersytetu im. Adama Mickiewicza w Poznaniu, członkiem Rady Dyscypliny Naukowej – Językoznawstwa i Literaturoznawstwa Uniwersytetu im. Adama Mickiewicza w Poznaniu, a także członkiem zarządu Stowarzyszenia Nauczycieli Akademickich Filologii Angielskiej.